# Castellammare di Stabia
Castellammare di Stabia ist eine Hafenstadt mit 62.471 Einwohnern (Stand 31. Dezember 2023) am Golf von Neapel. Sie liegt an der Stelle des antiken Stabiae und gehört zur Metropolitanstadt Neapel in der Region Kampanien. Die Stadt befindet sich an der Bahnlinie der Circumvesuviana zwischen Sorrent und Pompei beziehungsweise Neapel. Des Weiteren ist die Stadt der Ausgangspunkt der Luftseilbahn zum Monte Faito.

## Geschichte
Castellammare di Stabia wurde 1654 von den Franzosen unter dem Herzog von Guise eingenommen; und hier schlug 1799 der französische General Jacques MacDonald die vereinigten englisch-neapolitanischen Truppen.
In Castellammare di Stabia befindet sich eine der traditionsreichsten Werften Italiens. Sie wurde bereits in der Zeit des Königreichs Neapel ab 1783 für militärische Zwecke gebaut, da das Marinearsenal in Neapel zu klein geworden war. 1808 wurden die Anlagen in Castellammare auf Anordnung von Joachim Murat weiter ausgebaut. Auch nach der Einigung Italiens diente die Werft militärischen Zwecken. Bis in die neueste Zeit baute man dort Kriegsschiffe, u. a. den Kreuzer Vittorio Veneto. Heute nutzt der italienische Konzern Fincantieri die Werft.
Die Stadt wurde im Herbst 2010 überregional bekannt, nachdem ihr Bürgermeister Luigi Bobbio einen neuen Bußgeldkatalog vom Stadtrat genehmigt bekam. Darin werden unter anderem Strafen festgelegt für knappe Bekleidung in der Öffentlichkeit, für öffentliches Fluchen, für Alkoholkonsum auf der Straße nach 22 Uhr sowie für das Tragen von Miniröcken, bei denen man bereits die Unterwäsche sieht.

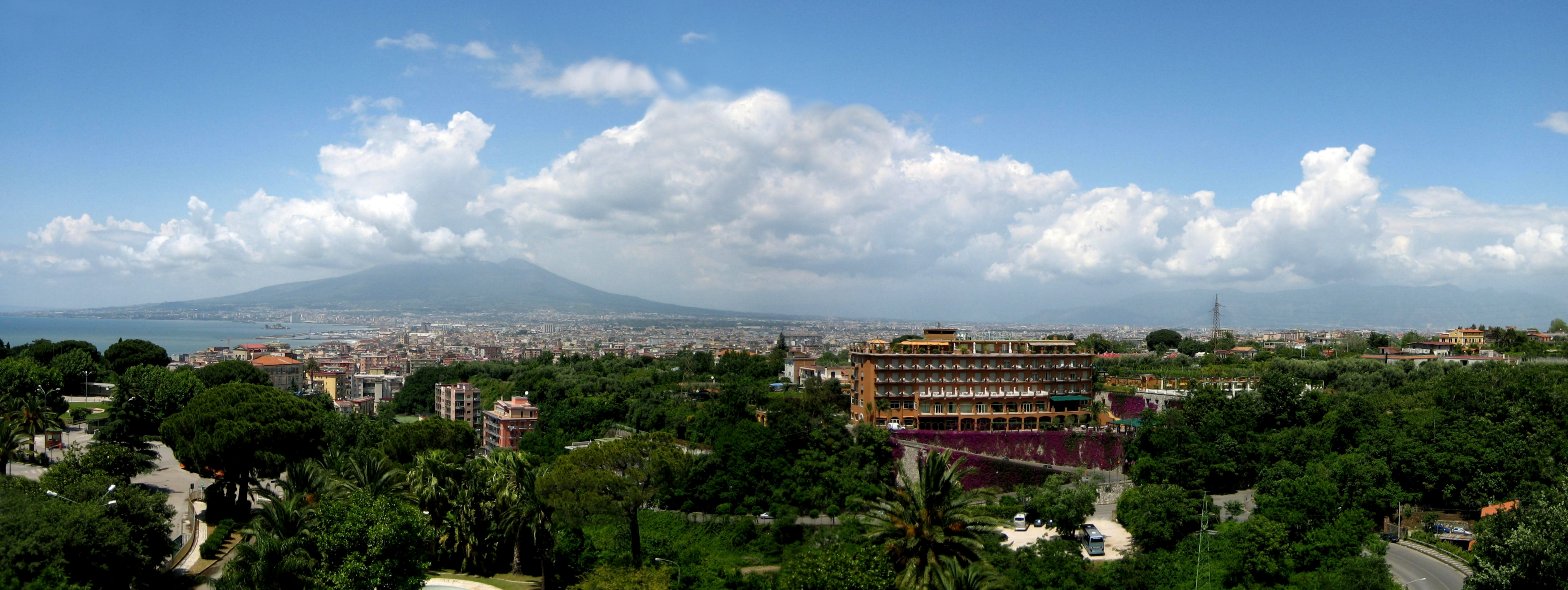
Panorama von Castellammare di Stabia, im Hintergrund der Vesuv

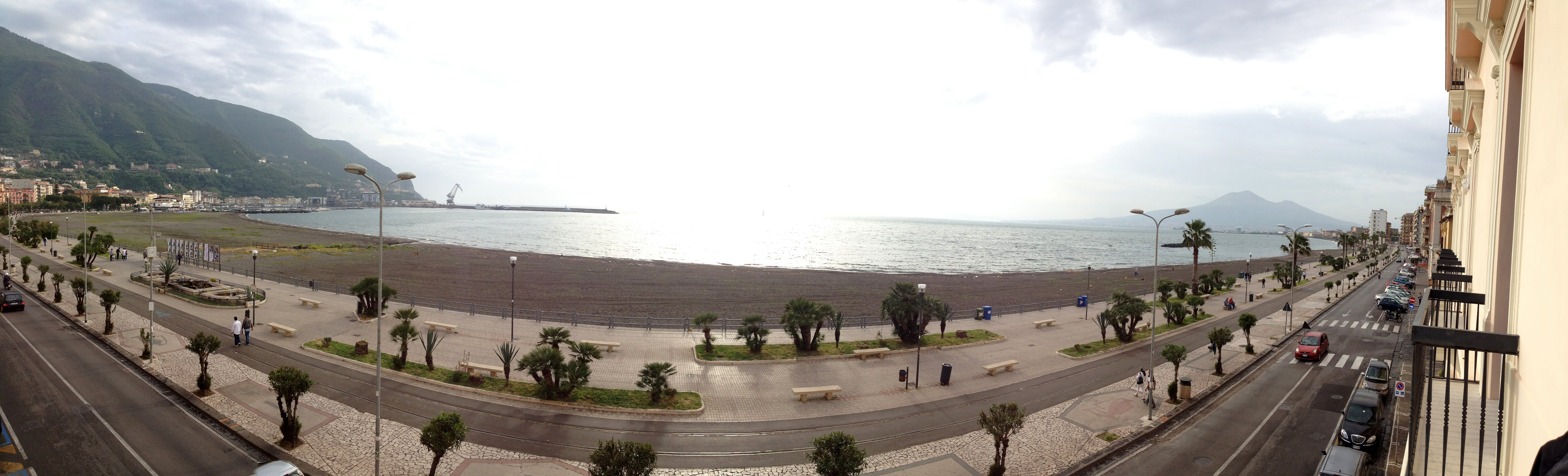
Bucht von Castellammare di Stabia mit Vesuv (rechts)

## Sport
In Castellammare di Stabia ist der Fußballclub SS Juve Stabia zu Hause. Er spielt aktuell in der Serie B und trägt seine Heimspiele im Stadio Romeo Menti aus.

## Söhne und Töchter der Stadt
- Giuseppe Astuni (1830–1911), römisch-katholischer Bischof
- Eduard Züblin (1850–1916), Baupionier
- Alfredo Acton (1867–1934), Admiral
- Walter von Keudell (1884–1973), deutscher Forstmann, Generalforstmeister und Staatssekretär im Reichsforstamt, Jurist und Politiker
- Renzo Compagna (1893–1969), italienischer Fechter
- Maria Carbone (1908–2002), Opernsängerin und Gesangspädagogin
- Ennio Canino (1924–2001), Architekt
- Giulio De Stefano (1929–2023), Segler
- Giovanni Salvati (1941–1971), Automobilrennfahrer
- Francesco Schettino (* 1960), Kapitän bei der Havarie der Costa Concordia 2012
- Raffaele Sabato (* 1960), italienischer Richter am Europäischen Gerichtshof für Menschenrechte
- Antonio Latella (* 1967), Regisseur und Autor
- Gennaro Iezzo (* 1973), Fußballtorhüter
- Bruno Cirillo (* 1977), Fußballspieler
- Antonio Mirante (* 1983), Fußballtorhüter
- Fabio Quagliarella (* 1983), Fußballspieler
- Luigi Vitale (* 1987), Fußballspieler
- Antonio Donnarumma (* 1990), Fußballtorhüter
- Gianluigi Donnarumma (* 1999), Fußballtorhüter, Welttorhüter 2021
- Salvatore Esposito (* 2000), Fußballspieler
- Sebastiano Esposito (* 2002), Fußballspieler
- Francesco Pio Esposito (* 2005), Fußballspieler